# شيخ بورا
شيخ بورا رمزها «SP» (بالإنجليزية: Sheikhpura)‏ ، هو تقسيم إداري لدولة الهند تتبع ولاية بيهار (بالإنجليزية: Bihar)‏ ، مركزها هو مدينة شيخ بور (بالإنجليزية: Sheikhpura)‏ عدد سكانها حسب تعداد سنة 2001 هو 634,927 ، مساحتها 689 كم² وكثافة السكان 922 لكل كم² .